# Illusion sensorielle
Pour les articles homonymes, voir Illusion (homonymie).
Une illusion sensorielle est une perception reconnue comme différant de la réalité, c'est-à-dire, qui est démentie par les autres expériences. On parle d'illusion d'optique quand elles concernent la vision humaine, d'illusion auditive quand il s'agit d'audition, d'illusion tactile quand il s'agit du toucher.
Les illusions sensorielles, qu'utilisent souvent le spectacle et le divertissement, posent aussi des problèmes dans la vie quotidienne, allant du simple désagrément aux catastrophes dans le transport aérien. L'étude des illusions sensorielles intéresse la psychologie, la physiologie, les neurosciences. Ces disciplines établissent souvent une typologie des illusions sensorielles, qui ne s'expliquent pas toutes par les mêmes phénomènes.

## Définition
Par métonymie, on parle d'illusion chaque fois que la perception semble diverger de la réalité, comme dans l’illusion de grandeur, dans laquelle la personne se croit plus importante pour les autres qu'elle ne l'est ; on traite d'illusion toutes les conceptions dont on croit qu'elles reflètent imparfaitement la situation. Ces assimilations rendent une définition de l'illusion sensorielle à la fois difficile, et nécessaire pour que le sujet ne couvre pas l'ensemble du rapport de l'être humain au monde, comme le fait la philosophie, qui considère toute « méprise des sens ou de l'esprit » comme une illusion.
James Sully, dans son étude sur les illusions, reconnaît la difficulté de définir ce qu'est une illusion. Une estimation fausse, une erreur de calcul, une hallucination, une conception générale, ne sont pas des illusions. Il en donne une définition provisoire : « toute espèce d'erreur qui simule la connaissance immédiate, évidente par elle-même ou intuitive sous la forme d'une perception sensorielle ou de toute autre. Les limites de l'illusion sont floues » ; une erreur d'estimation qui se reproduit systématiquement, comme celle qui fait paraître la lune plus grosse quand elle est près de la séparation entre le ciel et le sol est assurément une illusion. Elle persiste même après qu'en utilisant un simple instrument d'optique, on ait reconnu sa fausseté. Cette persistance est un caractère général de l'illusion. L'illusion sensorielle est, par rapport à l'expérience humaine, une aberration qui se reproduit régulièrement dans des circonstances identiques.
Richard Gregory donne un critère approximatif pour classer une perception comme illusion. « Les illusions sont des écarts aux idées de sens commun sur la réalité ». Elles manifestent ainsi « une discordance entre une expérience perceptive et des propriétés physiques de la stimulation ».
D'autres auteurs se sont abstenus de définir leur sujet, en donnant une idée par une collection d'exemples généralement visuels, les illusions auditives étant plus difficiles à reproduire dans un livre.

## Objets d'étude
« On considère généralement les illusions des sens comme des erreurs ou des fautes, de ce fait elles sont loin de représenter des données constitutives d'un savoir ou ayant valeur de vérité. C'est une volte-face que d'accepter les illusions comme des faits essentiels pour une appréhension scientifique de la nature de la science et de l'entendement »

— Richard Gregory De la représentation dans ses rapports avec les illusions sensorielles.
En ce qu'elles semblent prendre en défaut le fonctionnement des sens, les illusions, lorsqu'elles sont partagées par un grand nombre de personnes qui ne présentent aucune pathologie, fournissent aux chercheurs des questions intéressantes sur le système de la perception. Généralement, elles les obligent à se séparer d'une conception où la perception serait un enchaînement de causes et d'effets allant de la réalité physique à la conscience en passant par des organes spécialisés.
Dès les débuts des recherches psychophysiques, Helmholtz indique à propos de la perception visuelle la nécessité d'expliquer « comment l'expérience peut contredire l'expérience, et comment des éléments empruntés à l'expérience peuvent produire des illusions, bien qu'il semblerait que l'expérience ne pût nous enseigner que le vrai ».
F. J. E. Woodbridge remarque en 1913 que les illusions sensorielles se rapportent, non à la connaissance, mais à l'action. Nous réagissons selon les apparences ; nous ne connaissons qu'avec une conception qui rapporte les sensations à un objet.
La psychologie de la forme estime que les illusions sensorielles reflètent les contraintes structurales des objets qu'on présente au sujet. L'approche écologique de la perception visuelle de James J. Gibson considère l'existence des illusions comme le résultat d'une optimisation du système perceptuel pour les interactions avec le milieu. Ernst Gombrich a appliqué à la peinture figurative les réflexions de Karl Popper sur la connaissance comme processus d'hypothèses et de vérification, faisant qu'une perception, invalidée par une nouvelle expérience, se désigne comme illusion.

## Sécurité

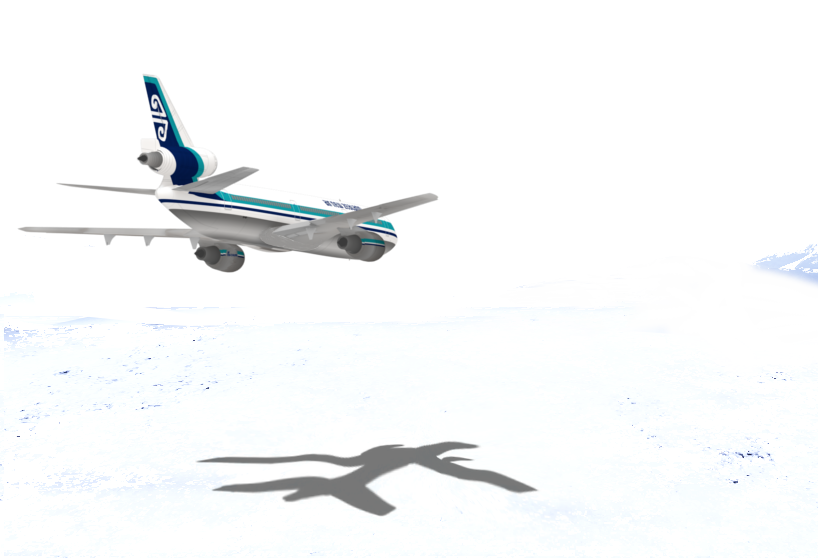
Dans un avion, l'absence des repères habituels peut aboutir à des illusions persistantes.

Les illusions sensorielles sont, pour les personnes préoccupées de sécurité, un important objet d'études appliquées.
C'est particulièrement le cas dans les systèmes complexes comme l'aéronautique où il est reconnu que des erreurs radicales et persistantes peuvent amener à des catastrophes. L'illusion sensorielle prospère en compagnie de ces erreurs : l'opinion erronée informe la perception illusoire, qui la renforce.
Selon une étude britannique, les illusions sensorielles sont à l'origine de 12 % des accidents en aviation commerciale ; une statistique américaine indique que la désorientation spatiale par illusions sensorielles est responsable de 37 % des accidents mortels en aviation légère.
On trouve des préoccupations semblables dans la prévention des accidents de plongée sous-marine et même des accidents chirurgicaux.

## Classifications

### Illusions visuelles
Richard Gregory, un neuropsychologue britannique spécialisé dans la perception, a donné un classement des illusions visuelles ; les classements qui distingue les aspects physiologiques et les aspects cognitifs de la perception peuvent aisément se généraliser à l'audition et au toucher.
Le chercheur doit se garder de traiter identiquement deux phénomènes de nature différente. Le classement des illusions par origine permet d'éviter une explication embrouillée, là où un principe général simple, concernant une fonction du système, est plus satisfaisante. Par exemple, l'illusion lunaire peut susciter et a suscité des quantités d'explications extrêmement ingénieuses, et qui toutes contredisent une partie de l'expérience, si on en postule l'origine dans l'atmosphère, dans la rétine ou dans la perception de la distance, au lieu de considérer l'illusion comme une des nombreuses instances d'une perception des contrastes.
| Genre d'illusion | Origine                                    | Origine                                                               | Origine                                             |
| ---------------- | ------------------------------------------ | --------------------------------------------------------------------- | --------------------------------------------------- |
|                  | Physique                                   | Physiologique                                                         | Cognitive                                           |
| Ambiguïtés       | Brumes, ombres                             | Chambre d'Ames Mouvements apparents                                   | Cube de Necker Inversions figure/fond               |
| Distorsions      | Stroboscopie Déviation des rayons lumineux | Adaptations géométriques Quinconces (Münsterberg) Effets de contraste | Illusions géométriques                              |
| Paradoxes        | Miroirs                                    | Désaccords entre canaux Effets consécutifs de mouvement Constances    | Figures impossibles                                 |
| Fictions         | Arcs-en-ciel Moirés                        | Images consécutives Phosphènes                                        | Contours subjectifs Remplissage de la tache aveugle |

Les limites entre les catégories sont sujettes à discussion. Particulièrement, celles entre le physiologique et le cognitif sont aujourd'hui indécises ; la psychologie s'intéresse à des systèmes très élémentaires et la physiologie étend son aire aux systèmes complexes. Les deux disciplines se rencontrent dans les neurosciences, pour lesquelles les illusions constituent des indices du mode de fonctionnement des sens.

### Illusions auditives
On parle d'illusion auditive lorsque la « perception du son est en désaccord avec sa description physique ».
La recherche sur les illusions auditives comprend souvent des concepts élaborés, à l'œuvre dans la perception musicale, comme celui de hauteur.

### Classification générale
James Sully à la fin du XIXe siècle et Jacques Ninio une centaine d'années plus tard ont classé les illusions quel que soit le canal sensoriel par lequel elles se manifestent.
| Catégorie               | Prototype visuel       | Prototype auditif      | Classification de Gregory   |
| ----------------------- | ---------------------- | ---------------------- | --------------------------- |
| Limites perceptives     | Disque de Benham       | Bruit du coquillage    | Physiologique - Fictions    |
| Contrastes              | Bandes de Mach         |                        | Physiologique - Fictions    |
| Contrastes              |                        | Effet Rawdon-Smith     | Physiologique - distorsions |
| Ségrégations, fusions   | Illusion d'Ouchi       | Fission mélodique      | Cognitive - Ambiguïtés      |
| Complétions             | Contours subjectifs    | Restitution auditive   | Cognitive - fictions        |
| Adaptations             | Effet Mc Collough      | Effet Zwicker          | Physiologique -fictions     |
| Constances              | Couleur de la lune     |                        | Physiologique - distorsions |
| Constances              |                        | Négligence de la phase | Cognitive - paradoxes       |
| Repères, localisations  | La tête de pigeon      |                        | Cognitive - paradoxes       |
| Repères, localisations  |                        | Illusion de Deutsch    | Physiologique - paradoxes   |
| Arbitrages entre canaux | Illusions géométriques |                        | Cognitive - distorsions     |
| Arbitrages entre canaux |                        | Dominance de l'image   | Cognitive - paradoxes       |